# Schöderkogel
Der Schöderkogel ist ein 2500 m ü. A. hoher Berg in den Schladminger Tauern. Er liegt auf dem Gebiet der Gemeinde Schöder in der Steiermark.